# 巴黎东-马恩拉瓦莱大学
巴黎东-马恩拉瓦莱大学（法語：Université Paris-Est-Marne-la-Vallée (UPEM)），是一所创立于1991年的公立大学，其位于法国马恩拉瓦莱新城。校园设在马恩河畔尚的笛卡尔大学城内部。

## 历史

### 学校的成立
巴黎东-马恩拉瓦莱大学是“大学2000”计划的一部分，学校第一任校长为丹尼尔·洛朗。学校曾使用两只小鸟在天空飞翔的标志作为校徽，作为代表色的橙色则一直使用到今天。

### 发展
2007年，巴黎东-马恩拉瓦莱大学成为了“巴黎东大”高等教育研究中心的创始成员。
2013年10月1日起，学校的法语名称缩写由“UPEMLV”变为“UPEM”，学校的标志及视觉识别系统也随之改变。
2014年2月，巴黎东-马恩拉瓦莱大学及巴黎东克雷特伊大学宣布二者将合并为巴黎东大，但此计划随后被放弃。
2020年1月起，巴黎东-马恩拉瓦莱大学将与电子工程师高等学校，国立地理学校，法国道路交通科技研究院，巴黎市立工程师学校，以及马恩拉瓦莱建筑学校合并成为居斯塔夫·埃菲尔大学

## 管理

### 董事会
巴黎东-马恩拉瓦莱大学根据法国教育法拥有自主管辖权，并以此成立校董事会。 

### 历届校长
- 1986-1996年：丹尼尔·洛朗(临时)
- 1997-2002年：多米尼克·佩兰
- 2002-2007年：伊夫·理仕登伯格
- 2007-2011年：弗朗西斯·戈达尔
- 现任校长：吉尔·罗素[8]

## 院系设置
巴黎东-马恩拉瓦莱大学共有12个学院。
- 电子信息学院 Institut d'électronique et d'informatique Gaspard-Monge (IGM)
- 巴黎城市规划学校 École d'urbanisme de Paris (EUP)
- 法兰西岛服务工程师学院 Institut francilien d’ingénierie des services (IFIS)
- 法兰西岛应用科学学院 Institut francilien des sciences appliquées[10]
- 大学技术学院 Institut universitaire de technologie (IUT)
- 学徒制科学技术学院 UFR ESIPE-MLV Ecole d'ingénieurs par apprentissage des sciences et technologies
- 语言学院 UFR Langues et civilisations
- 文学艺术学院 UFR Lettres, Arts, Communication et Technologies
- 数学院 UFR Mathématiques
- 经济科学学院 UFR Sciences économiques et de gestion
- 社会科学学院 UFR Sciences humaines et sociales
- 体育学院 UFR Sciences et Techniques des Activités Physiques et Sportives

## 校园
巴黎东-马恩拉瓦莱大学与电子工程师高等学校，国立地理学校，国立路桥学校，以及马恩拉瓦莱建筑学校均位于笛卡尔大学城。学校也有分部设于莫城、大诺瓦西和欧洲谷。

## 教学与研究

### 国际交流
巴黎东-马恩拉瓦莱大学与其他国家的大学签订了交换生协议，学校也参与伊拉斯谟计划等学生交换计划。

### 研究
巴黎东-马恩拉瓦莱大学拥有15个实验机构，其中四个为法国国家科学研究中心成员。
- 数学与信息科学研究院
- 工程环境研究院
- 城市交通研究院
- 政府及非政府组织研究院
- 社会研究院

## 校园生活

### 学生数量
| 年份   | 1993 | 1995 | 1998 | 1999 | 2000 | 2001   | 2002    | 2003    | 2004  | 2005  | 2006  | 2007  | 2008  | 2009  | 2010  | 2011  |
| ------ | ---- | ---- | ---- | ---- | ---- | ------ | ------- | ------- | ----- | ----- | ----- | ----- | ----- | ----- | ----- | ----- |
| 人口數 | 3069 | 5594 | 7365 | 7993 | 8833 | 9500 · | 10503 · | 10949 · | 11029 | 11018 | 10552 | 10580 | 10193 | 11031 | 10522 | 10691 |